# Festa das Fogaceiras

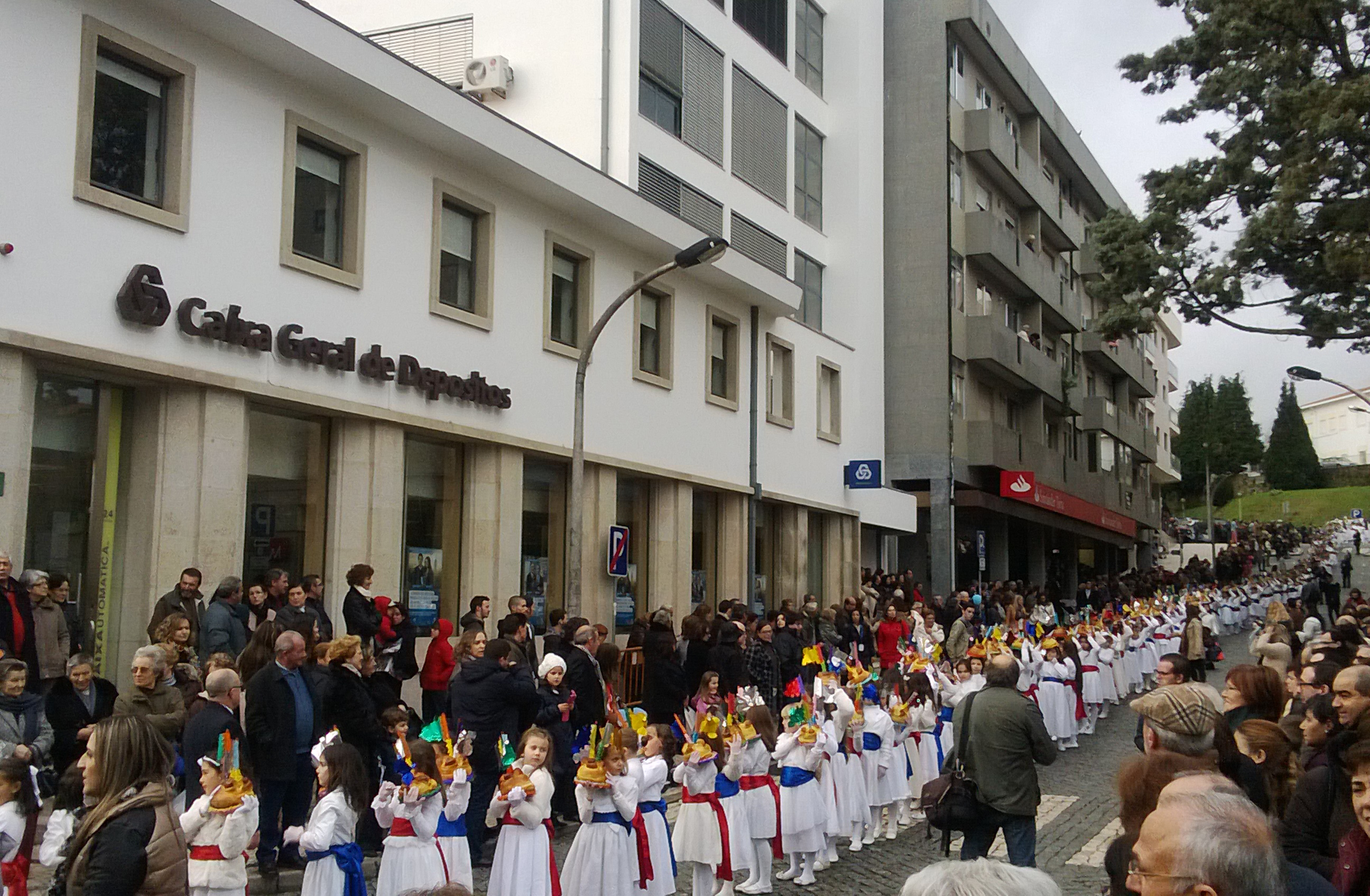
Procissão das meninas fogaceiras nas ruas da cidade, 2014

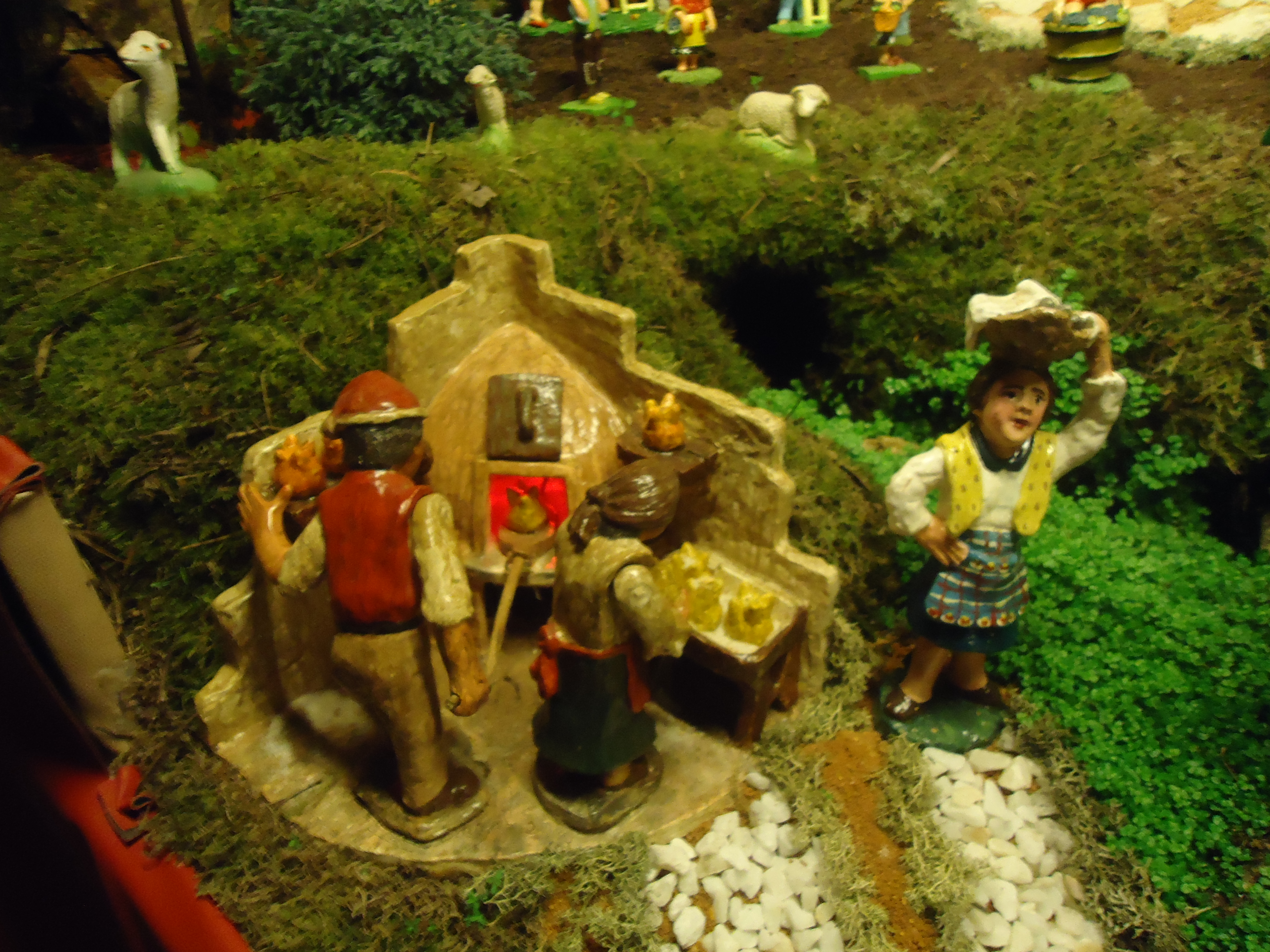
Confecção de Fogaças da Feira (Presépio Cavalinho, Natal de 2015).

A Festa das Fogaceiras é uma festividade popular tradicional no concelho de Santa Maria da Feira em Portugal.
Com mais de cinco séculos, esta antiga tradição revive o voto feito pela comunidade a São Sebastião para que livrasse a região da peste. Desse modo, anualmente, a 20 de janeiro, a Fogaça é entregue ao santo, conservando a tradição.
Reza a lenda local que, durante quatro anos a tradição foi quebrada e a peste regressou. Diante de tal acontecimento, ainda hoje a população cumpre à risca o voto e dá vida a uma das mais antigas tradições do país.

## Actualidade
A Festa das Fogaceiras chegou até aos nossos dias  dois traços essenciais: a realização da missa solene, com sermão, precedida da bênção das fogaças, celebrada na Igreja Matriz, e a procissão, que sai da Igreja Matriz, percorrendo algumas ruas da cidade.
No cortejo e procissão as atenções recaem sobre as fogaceiras, segundo a tradição “crianças impúberes”, provenientes de todo o concelho, vestidas e calçadas de branco, cintadas com faixas coloridas, que levam à cabeça as fogaças do voto, coroadas de papel de prata de diferentes cores, recortado com perfis do castelo. 